# Bourtange

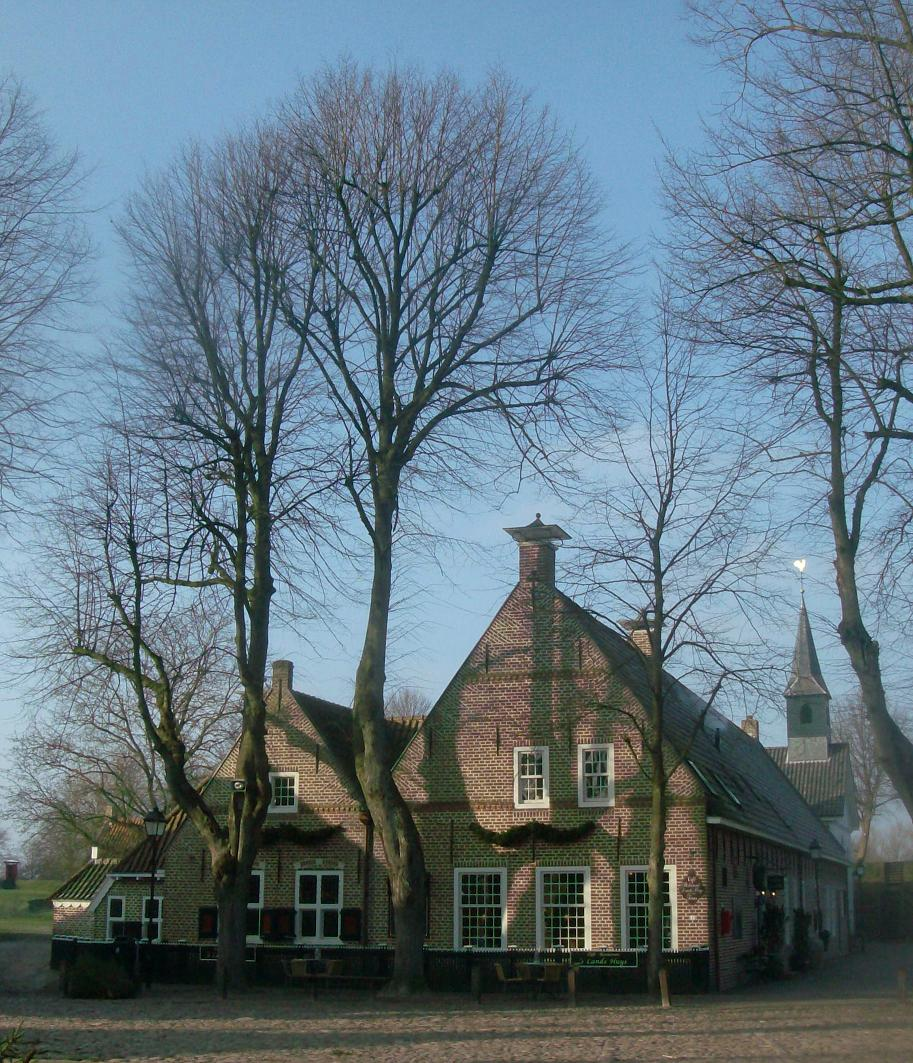
Centre du village

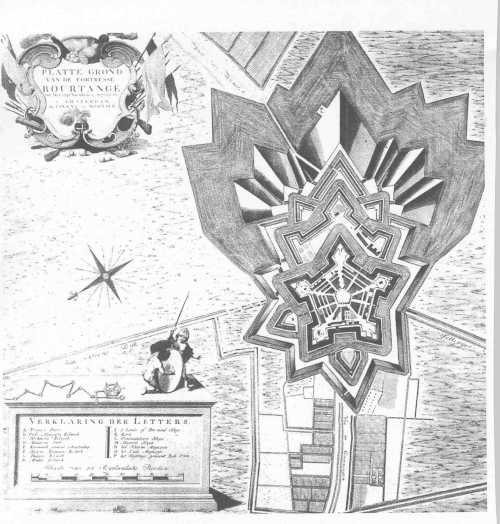
Plans de Bourtange en 1742

Bourtange (en groningois Boertang) est un village fortifié néerlandais de la province de Groningue. Bourtange est situé dans la commune de Westerwolde, dans la région de Westerwolde (nl), proche de la frontière avec l'Allemagne. Le village fortifié a été construit durant la Guerre de Quatre-Vingts Ans.

## Fondation et essor
En 1580, lors de la Guerre de Quatre-Vingts Ans, la ville de Groningue se rallia à l'Espagne, suivant en cela le choix du stathouder du nord, George de Lalaing. Le ravitaillement de la ville se faisait alors depuis l'Allemagne, à travers le marais de Bourtange, par une route située sur une hauteur (tange).
Afin de bloquer ce moyen de ravitaillement, Guillaume d'Orange fit construire une place forte sur la route. Lorsqu'en 1594 la ville de Groningue fut reprise aux Espagnols, la ville fortifiée de Bourtange intégra la ligne de défense de la frontière des trois provinces septentrionales, Groningue, Drenthe et la Frise.
Les fortifications de Bourtange furent améliorées à plusieurs reprises, notamment en 1665 et en 1672 lors de l'attaque de Groningue par l'Allemand Bernhard von Galen. En 1742, Bourtange atteignit sa taille maximale.

## Déclin et démantèlement
L'assèchement progressif du marais de Bourtange et l'amélioration de la portée des pièces d'artillerie eurent pour conséquence une diminution nette de l'importance militaire de Bourtange comme place forte. En 1851, la ville fortifiée fut déclassée et démantelée. Les fossés furent comblés avec la terre des remparts. Les bâtiments et parcelles militaires furent abandonnés et vendus. Bourtange devint un bourg agricole ordinaire de la région de Westerwolde.
Entre 1808 et 1821, année de son rattachement à Vlagtwedde, Bourtange fut une commune à part entière. En 1840, le village comptait 54 maisons et 355 habitants.
Le 12 mai 1897, on découvrit dans une tourbière du village voisin d'Yde le corps momifié d'une jeune fille morte au Ier siècle de notre ère.

## Reconstruction
Vers 1960, Bourtange, qui n'avait rien à proposer aux jeunes et qui est situé en périphérie du pays, se désertifiait. La commune de Vlagtwedde a alors pris l'initiative de restaurer les fortifications afin de les remettre dans leur état d'origine. La totalité des remparts, des fortifications et des fossés a été reconstruite selon les plans de 1742.
De nos jours, Bourtange s'oriente essentiellement vers le tourisme. Outre un ensemble complet de fortifications, on peut y visiter plusieurs musées. Des événements historiques sont organisés, dont la reconstitution de la Bataille de Bourtange.